# Vladimir Karpov (explorateur)
Ne doit pas être confondu avec Vladimir Karpov.
Pour les articles homonymes, voir Karpov.
Vladimir Konstantinovich Karpov (en russe Влади́мир Константи́нович Ка́рпов), né le 1er mars 1947 à Is (lungsod) (ceb) et mort le 15 juin 1990 à Lesnoï, est un opérateur radio et explorateur russe. 

## Biographie
Vladimir Konstantinovich Karpov est né dans le village de Is, autrefois connu pour ses mines d'or et de platine. Il étudie dans les écoles no 68 et 72 de Sverdlovsk-45 (aujourd'hui Lesnoï). Après avoir servi dans les rangs de l'armée soviétique, il travaille à l'usine Elektrokhimpribor en tant qu'ingénieur électrique et exerce des professions connexes telles que tourneur et souffleur de verre.
Pratiquant de nombreux sports dont le volley, le basket, l'alpinisme et la voile, il devient opérateur radio lorsqu'il est diplômé de la Fédération régionale des radiosports de Sverdlovsk. À partir de 1975, il participe à des expéditions en Sibérie, à la péninsule de Yamal, dans le Tchoukotka, au Kamtchatka et en Yakoutie.
Membre de la première expédition polaire transcontinentale au monde du journal Soviet Russia (1982-1983) en traineaux à chiens de Ouelen à Mourmansk, dirigée par Sergueï Soloviov, avec Vladimir Rybine (médecin), Philippe Ardeïev (musher), Iouri Borisikhine (journaliste, correspondant du magazine Ural Pathfinder) et Pavel Smoline (navigateur),, ainsi que d'expéditions sur des modes de transport techniques (luges à moteur et motos) le long de la crête de l'Oural, de la mer de Kara à la mer Caspienne (1986), il y exerce les fonctions d'opérateur radio et de responsable de l'approvisionnement.
Il meurt le 15 juin 1990 et est inhumé au Vieux cimetière de Lesnoï.